# Vushtrri (kommun)
Vushtrri (serbiska: Opština Vučitrn, albanska: Komuna e Vushtrrisë, serbiska: Општина Вучитрн, Vučitrn, Вучитрн) är en kommun i Kosovo. Den ligger i den norra delen av landet, 21 km nordväst om huvudstaden Priština.